# Залізці

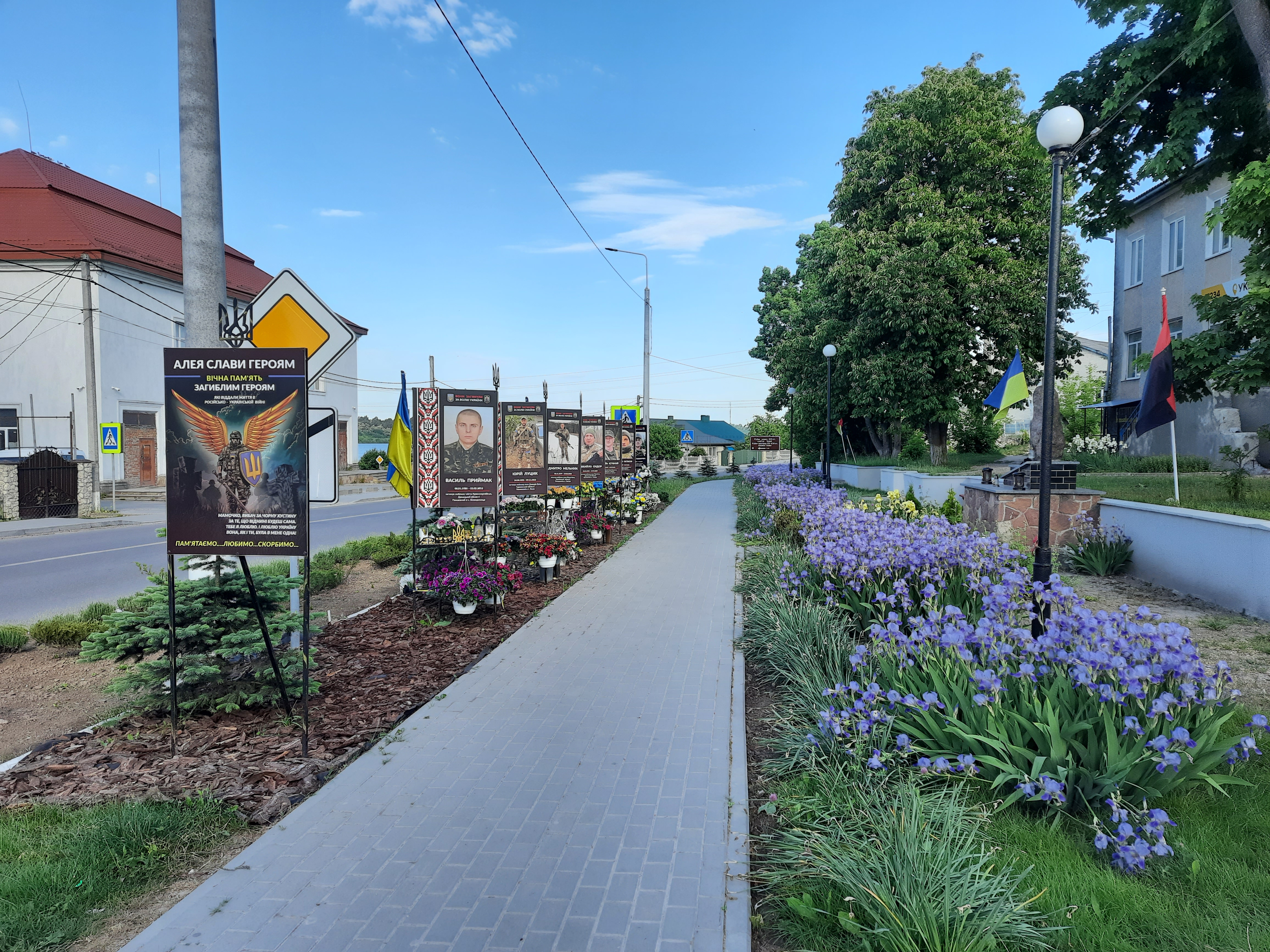
Алея Слави

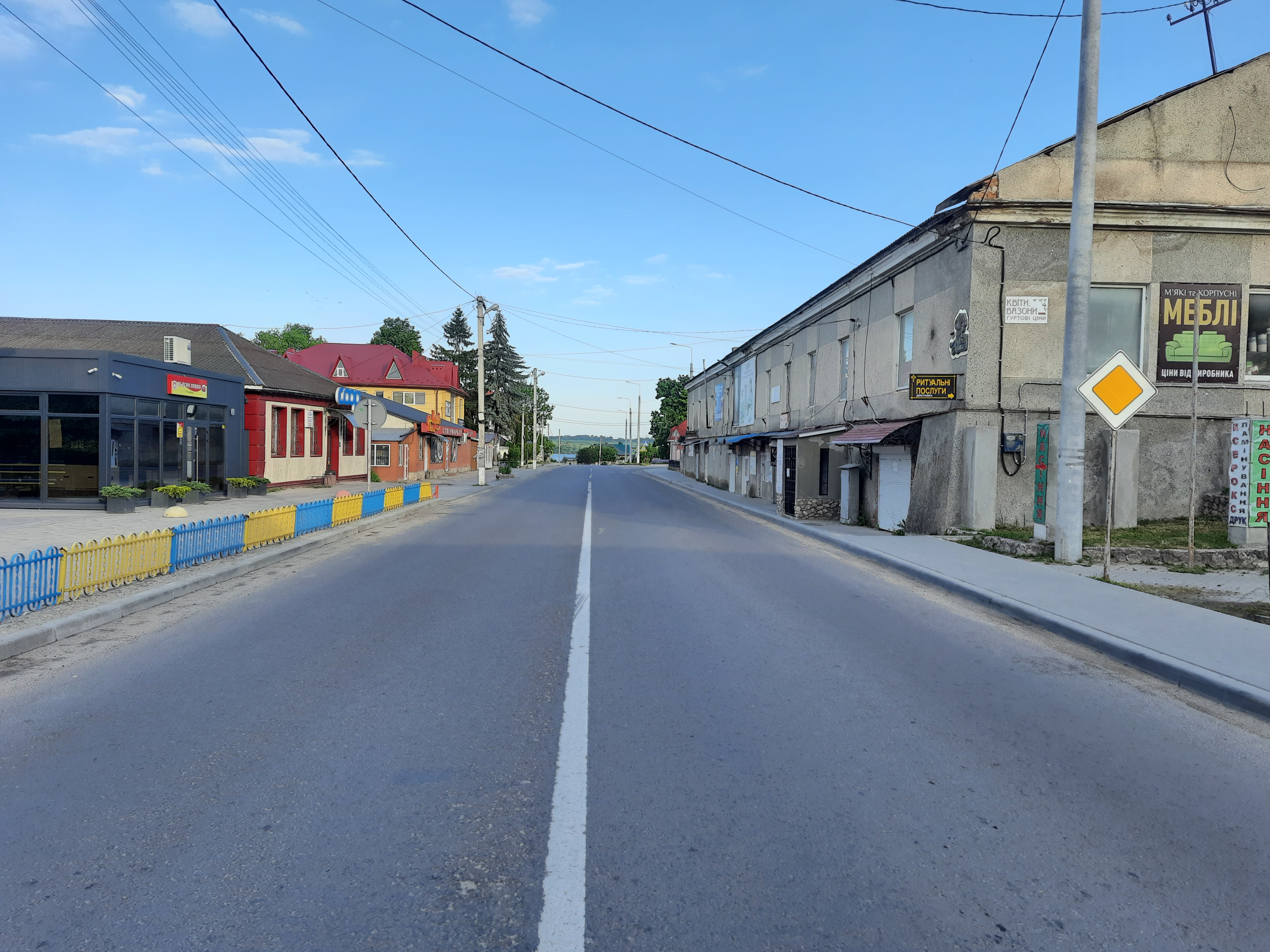
Центральна вулиця

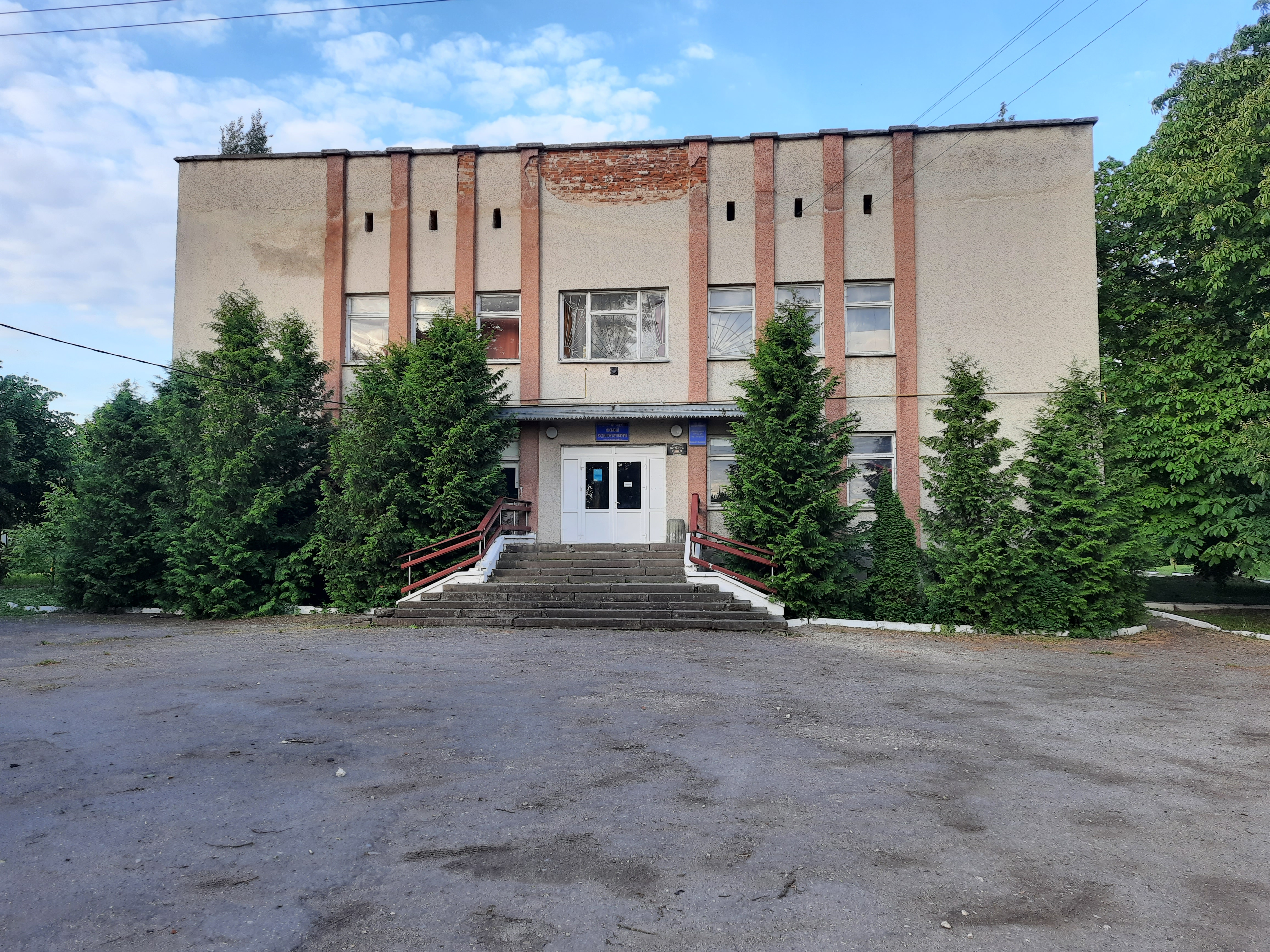
Будинок культури

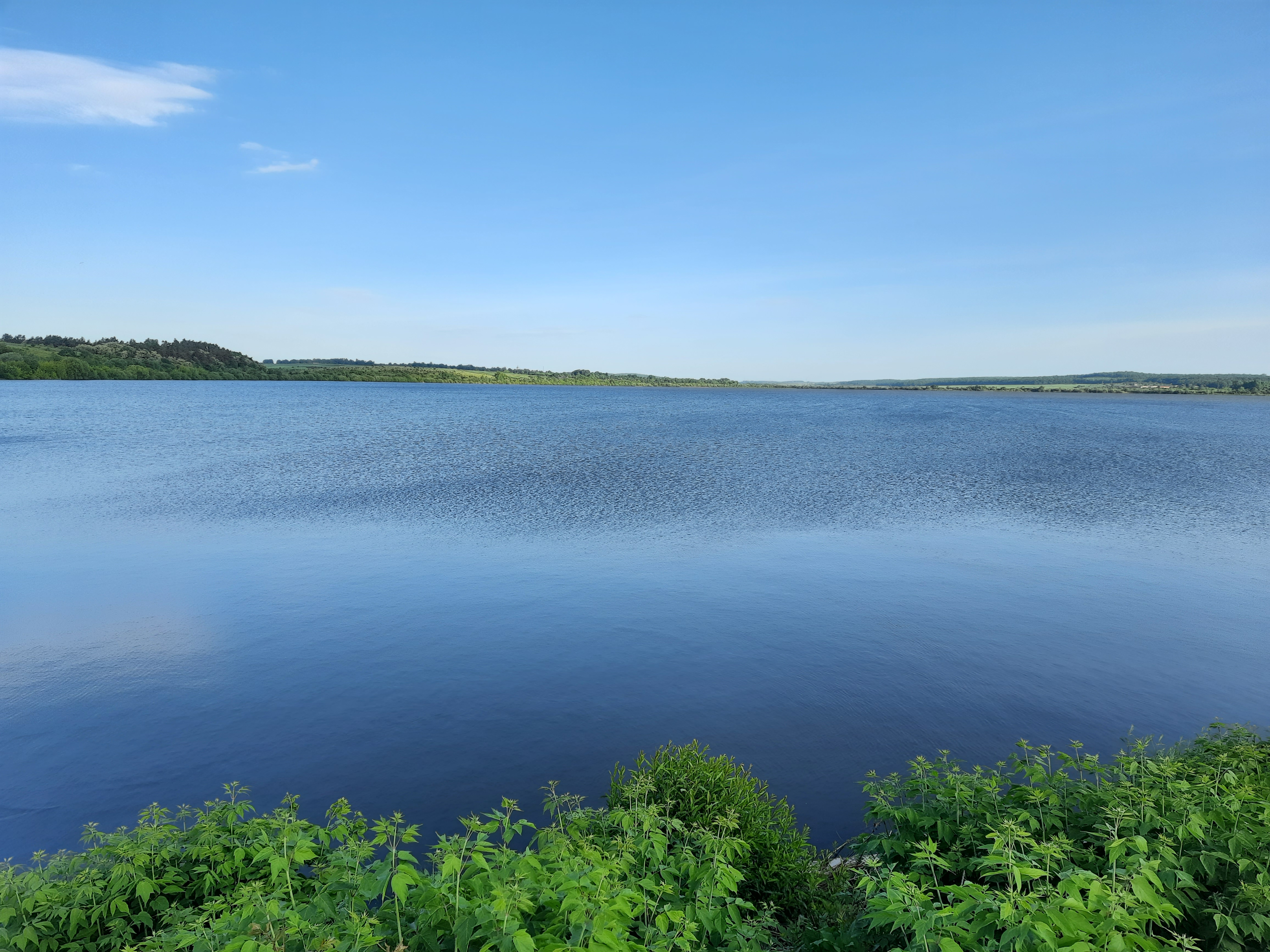
Став біля селища

Залізці (до 1992 — Заложці, пол. Załoźce, нім. Saliszi) — селище Тернопільського району на півночі Тернопілля.
У 1939—1941 роках та у 1944—1962 роках — районний центр Тернопільської області УРСР. Пізніше — центр селищної ради. Нині — адміністративний центр Залозецької селищної громади.
До Залізців приєднано хутори Дерехів, Зоряний (Бонзулі), Турчин.
Населення — 2425 осіб (2025).

## Географія
Розташоване 17 км на південь від Підкаменя, 35 км на північ від Тернополя.
Через Залізці пролягли автошляхи Р39 Тернопіль — Броди — Червоноград та Т 2013 Кременець — Почаїв — Зборів.

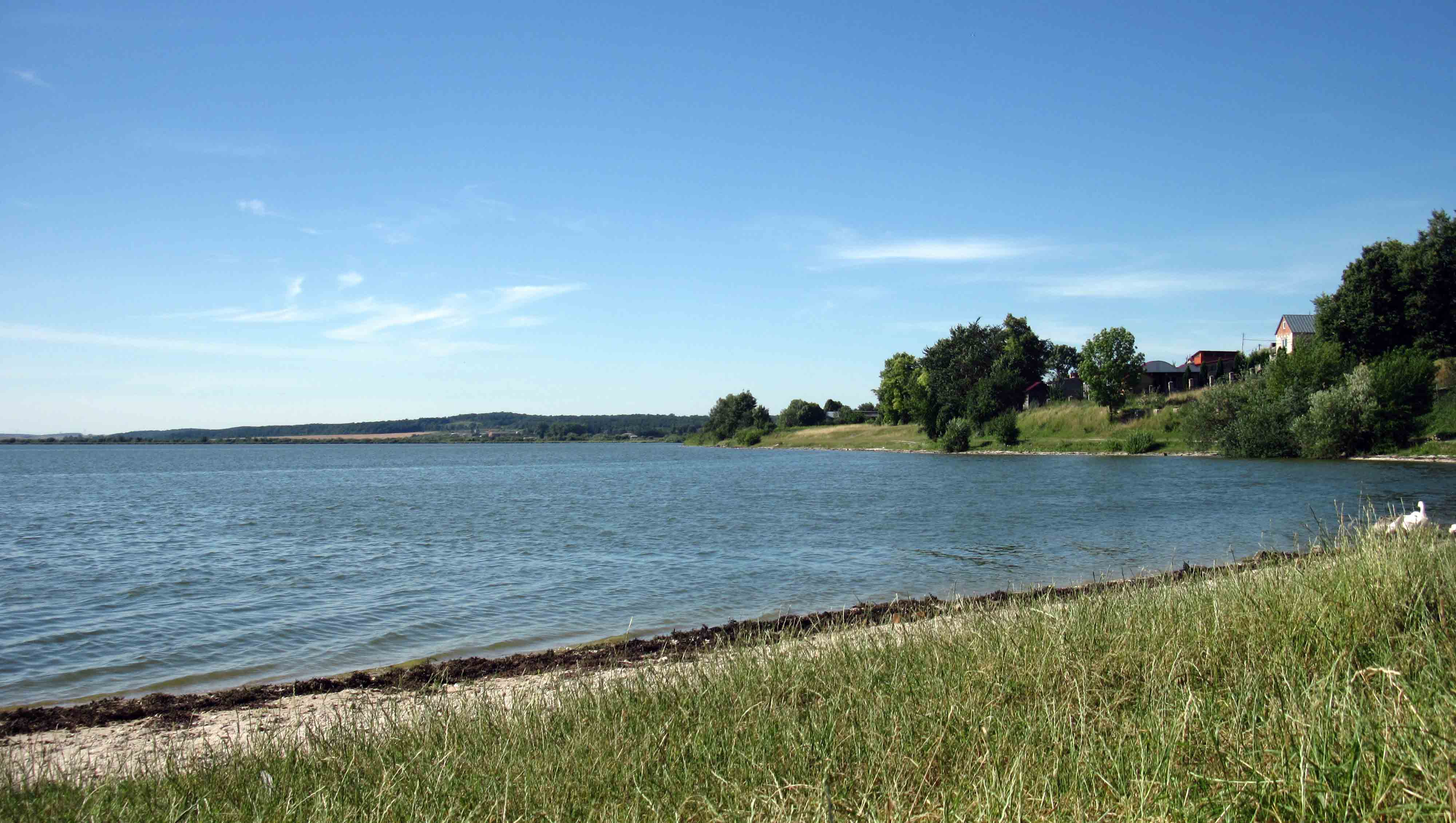
Залозецький став

Залізці розташовані по обидва боки річки Серет. На східних околицях селища в неї впадає річка Гук. На правому березі річки Серет знаходяться Старі Залізці, на лівобережжі — Нові Залізці, хоча адміністративно — це один населений пункт. Частина селища прилягає до мальовничого ставу, який тягнеться аж до с. Чистопади. Раніше став був значно більший, він пролягав від Залозець аж до с. Ратищі. Після невдалої меліорації водних ресурсів цього регіону в середині ХХ століття, площа ставу зменшилась в рази, значні території було заболочено. Однак Залозецький став і зараз лишається найбільшою водоймою Тернопільщини. Став перебуває у комунальній власності Залозецької громади. 

## Населення
За даними перепису 1999 року, проживало 2700 жителів. У путівникові Тернопільщиною за 1924 рік наводяться дані, що на початку XX століття у містечку проживало 8 тис. осіб.

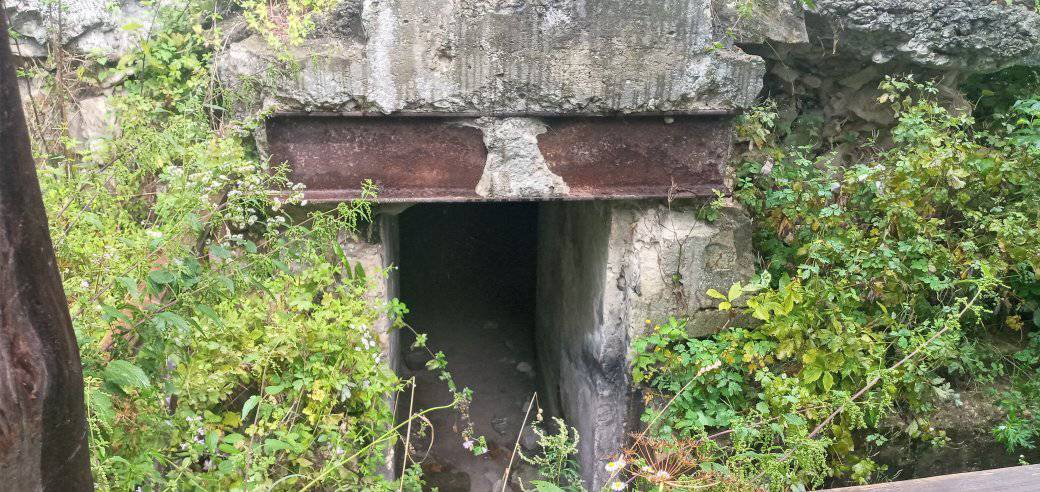
Бункер часів І світової війни в Залізцях

| Зміни населення | Зміни населення | Зміни населення |
| Рік             | Населення       | Зміна           |
| --------------- | --------------- | --------------- |
| 1880            | 6 100           | —               |
| 1910            | 7 275           | +19,3%          |
| 1921            | 4 773           | -34,4%          |
| 1939            | 6 350           | +33%            |
| 1979            | 2 609           | -58,9%          |
| 1989            | 2 691           | +3,1%           |
| 2017            | 2 649           | -1,6%           |

### Мова
Розподіл населення за рідною мовою за даними перепису 2001 року:
| Мова       | Кількість | Відсоток |
| ---------- | --------- | -------- |
| українська | 2670      | 99.63%   |
| російська  | 8         | 0.30%    |
| польська   | 2         | 0.07%    |
| Усього     | 2680      | 100%     |

## Історія
Поблизу Залізців виявлено археологічні пам'ятки доби пізньої бронзи.
Поблизу Залізців виявлено археологічні пам'ятки доби пізньої бронзи.
Перша писемна згадка про Залізці датується 1483 роком. Тоді вони були частиною Олеських маєтностей, що після смерті Яна із Сенна перейшли у власність його сина Петра Сененського. В документі уточнення кордону між Польщею і Великим Князівством Литовським (1546 р.) вказано, що Залізці (Залозцы) заклав пан Мартин. На початку XVI ст. король Сигізмунд I Старий подарував ці землі Мартину Каменецькому, який сприяв будівництву замку (за іншою версією, Мартин Каменецький став дідичем після одруження з донькою Петра Сененського Ядвигою). Після смерті Мартина Каменецького дідичем став його син Ян — ймовірно, подільський воєвода.
1516 року Залізці отримали статус міста, 1520  року — магдебурзьке право (прохання дідича Мартина Каменецького, дозвіл короля Сигізмунда I Старого). У 1578 р. рідні брати Ян та Альберт (Войцех) Каменецькі (сини ротмістра Ян Каменецького, який помер 5 лютого 1560 р.) поділили спадок: віддали Залізці разом з селами Гаї-за-Рудою, Гаї-Розтоцькі (Гаї Залозецькі) у власність молодшому брату Станіславу (мав посаду львівського підкоморія, помер 1612 р.).
Після Каменецьких власниками містечка була родини князів Вишневецьких (зокрема, Януш, Константин), Олеських, згодом — львівський староста Єжи Мнішек.
1603 року перед походом на Москву в Залізцях перебував Лжедмитрій I. 1604 — Єжи Мнішек, для допомоги Лжедмітрію I  — своєму зятеві — захопити московський престол, заставив містечко за 40 тис. злотих угорському магнатові Ю. Другету. Після цих подій Залізці перейшли у власність Вишневецьких.
1649 полк Максима Кривоноса здобув місцевий замок. 1675 року татари, не взявши фортеці, знищили будівлі та посіви, тому 1677 року польський сейм звільнив жителів містечка від сплати податків на 12 років.
Під час Північної війни (1705–1712) Залізці зазнали частих нападів і руйнувань.
1743 року перейшли у власність до Потоцьких (до гетьмана коронного Юзефа Потоцького), які 1768 року продали містечко М. Ронікерові.
1772 року Залізці прилучені до Австрії. Містечко належало до Бродівського, від 1788 — Золочівського округів (циркулів).
Від 1790 — власність графа Ігнація Мйончинського, його сина Матеуша, пізніше — В. Дідушицького.
У середині XVIII століття в Залізцях споруджено суконну фабрику, у другій половині XIX ст. збудовані водяний млин, цегельня, винокур. з-д.
Під час І світової війни Залізці зазнали значних руйнувань, населення було евакуйоване.
Від вересня 1920 містечко — під владою Польщі. Діяли «Просвіта», «Сокіл», «Відродження» та інші українські товариства, кооперативи.
17 вересня 1939 в Залізці увійшла Червона Армія.
У січні 1940 р. створено Заложцівський район (існував до кінця 1962 р., коли Залізці перейшли до 3борівського р-ну).
Від 9 липня 1941 до 23 березня 1944 р. Залізці перебували під німецько-нацистською окупацією. В цей період діяв турдовий табір,  в'язні якого працювали на дорожніх роботах.
7 березня 1944 р. Залізці ненадовго зайняв партизанський загін М. Шукаєва.
У 1961 р. Залізцям надано статус селища міського типу (смт).
У ніч на 11 травня 2014 року невідомі підпалили храм Покрови Пресвятої Богородиці Тернопільсько-Зборівської архиєпархії УГКЦ і вчинили зневагу на Святими Тайнами і храм св. Трійці Тернопільсько-Кременецької єпархії УПЦ КП.

## Символіка

### Герб
Матір Божа з дитиною на руках.

## Пам'ятки

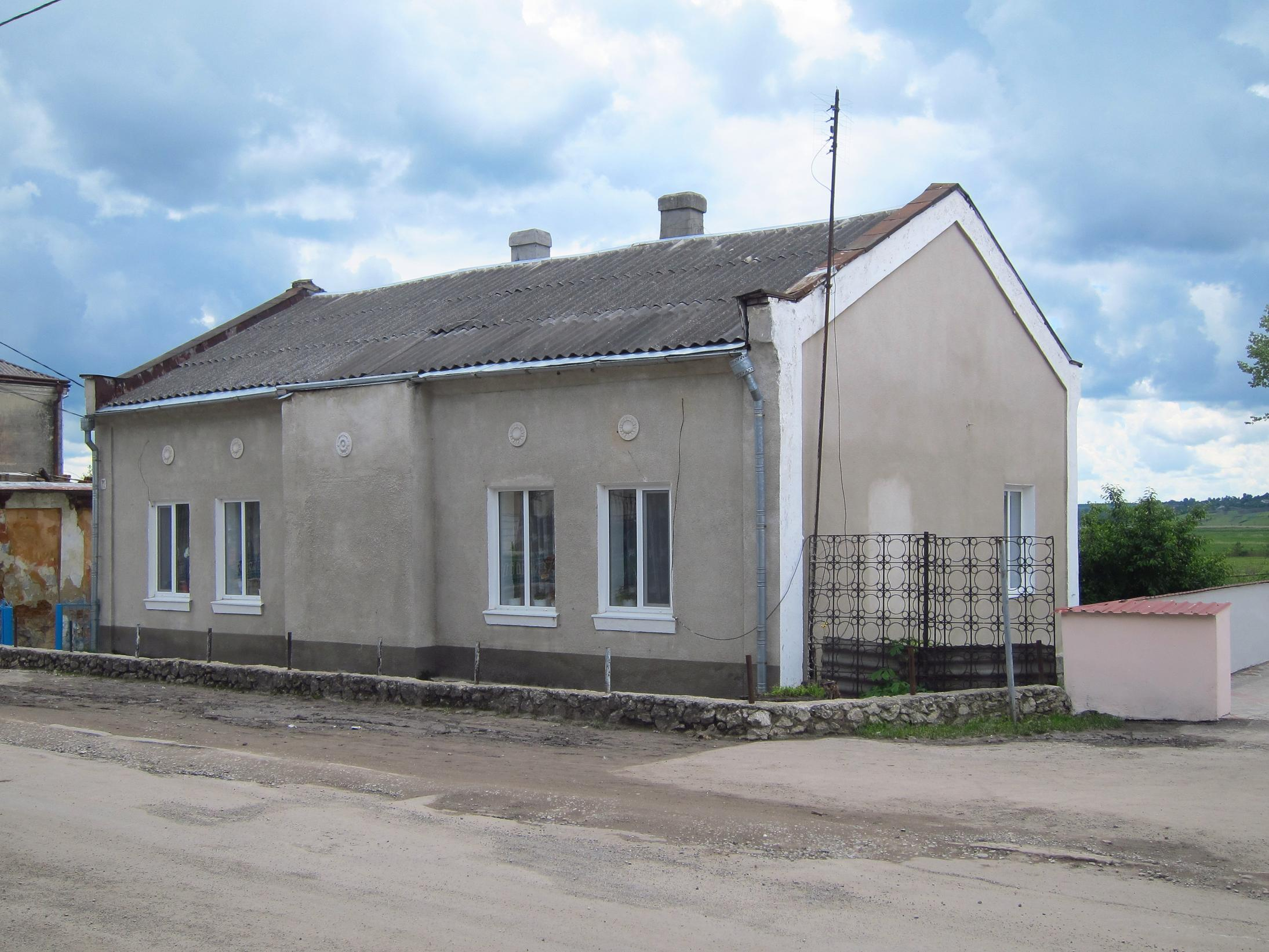
Колишня синагога

### Залозецьке джерело

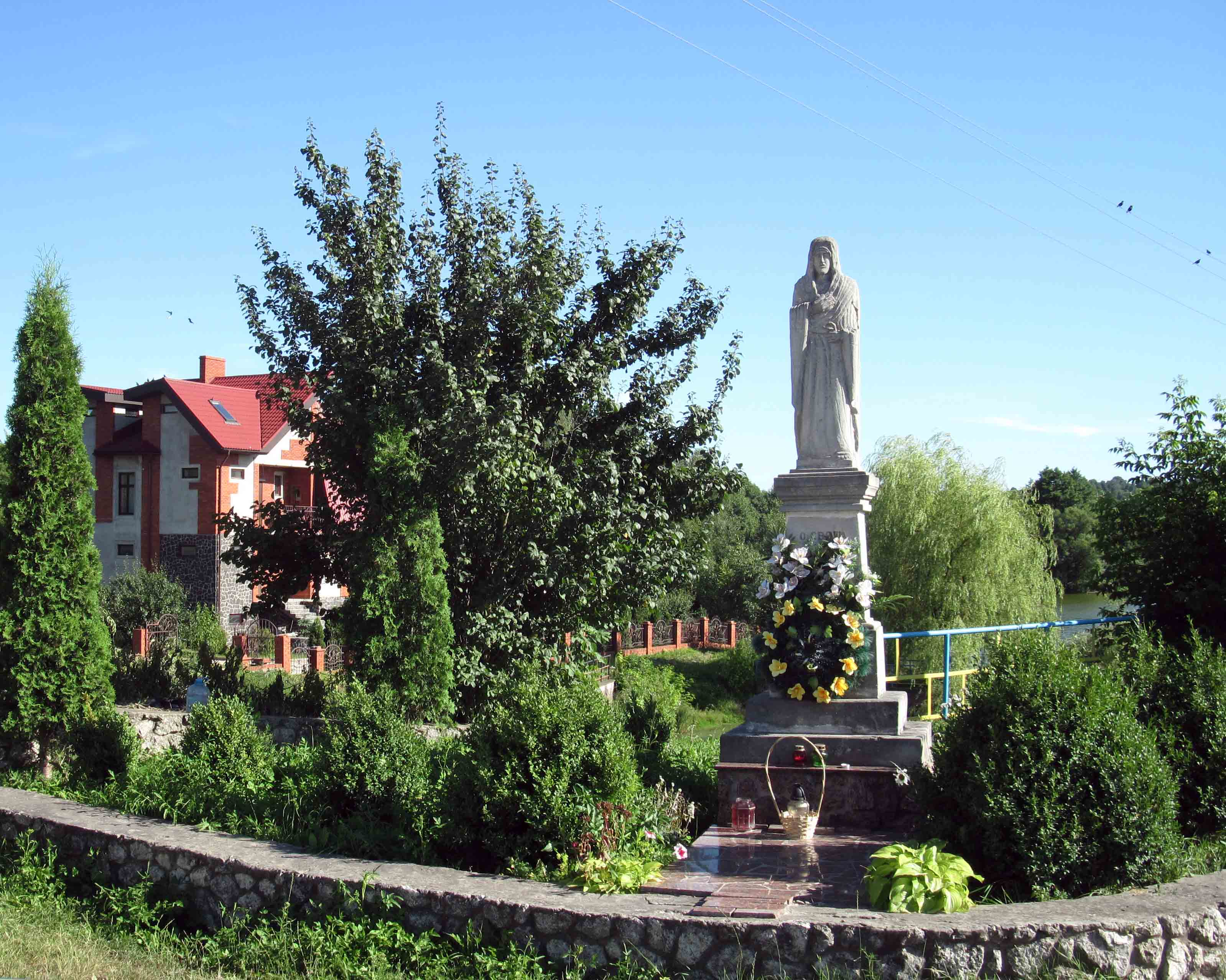
Фігура святої Анни коло джерела в Залізцях

Залозецьке джерело — гідрологічна пам'ятка природи місцевого значення. Розташоване нижче від дамби ставу біля колишнього кафе «Рибалка». Оголошене об'єктом природно-заповідного фонду рішенням виконкому Тернопільскої обласної ради від 26. 12. 1983 № 496. Перебуває у віданні Залозецької селищної ради. Площа — 0,01 га. Під охороною — джерело питної води, цінне у науково-пізнавальному, оздоровчому та естетичному значеннях.
Фігура преподобного Онуфрія Великого, відреставрована в 2023 р. меценатом Степаном Шилігою. Історія даної фігури криється ще з 1800 років (точно не відомо). За одною із гіпотез, шляхом в сторону Підкаменя подорожував один багатий чоловік і під час подорожі згубив мішечок з грішми. Коли дізнався, було велике розчарування, але швидко прийняв рішення оголосити про свою згубу. Одного разу дорогою подорожував подорожній  і знайшов на дорозі мішечок. Про знахідку розголосив і дізнавшись про пана, вирішив йому передати дані гроші. Пан вирішив у двох місцях: де згубив і де знайшов встановити дві фігури прп. Онуфрія Великого. І ось сьогодні при в'їзді в Залізці зі сторони Бродів височить на жертовному постаменті відреставрована фігура і благословляє подорожніх і при в'їзді в с. Нем'яч Золочівського району Львівської області.

### Залозецький замок

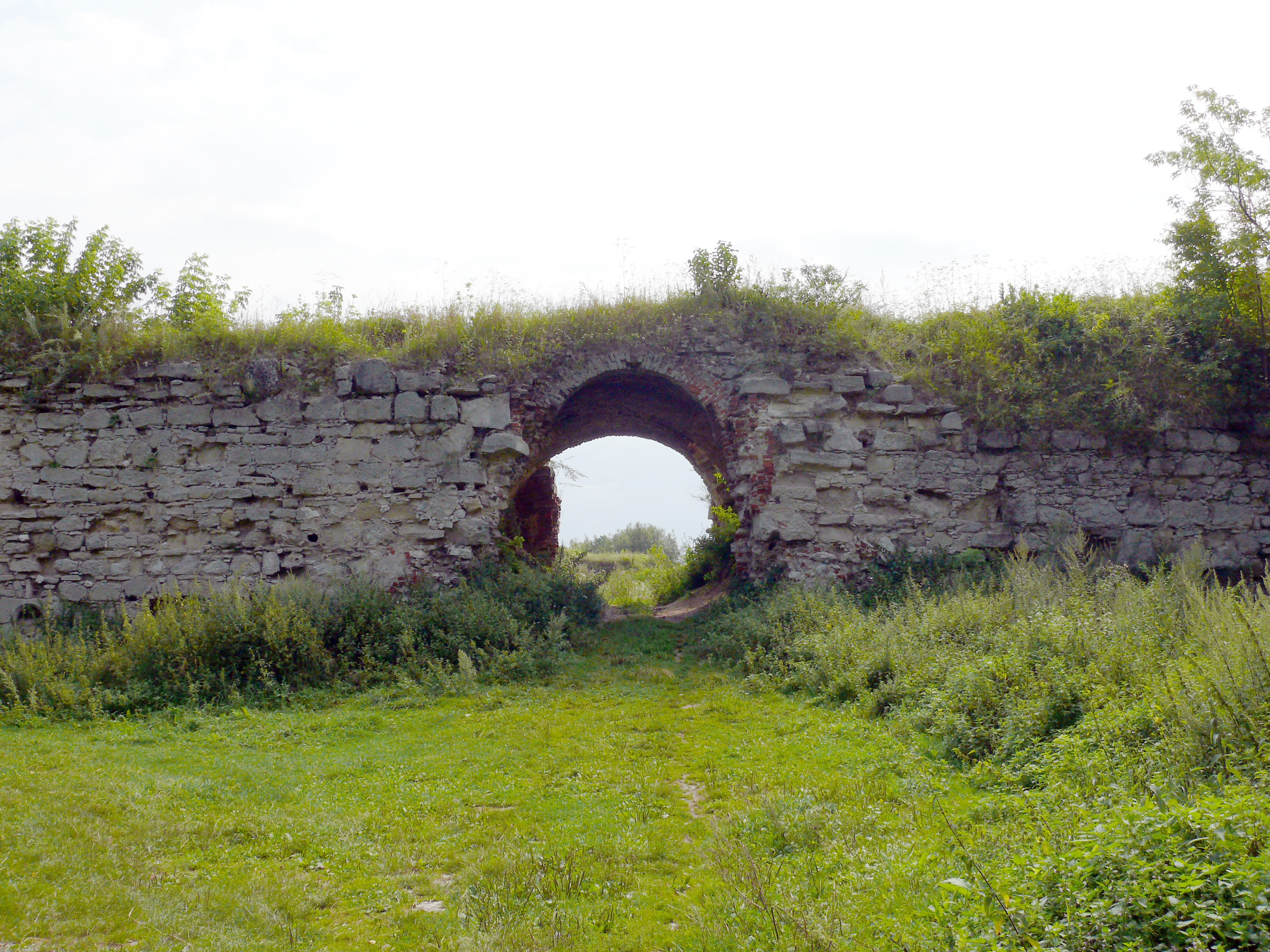
Рештки замку

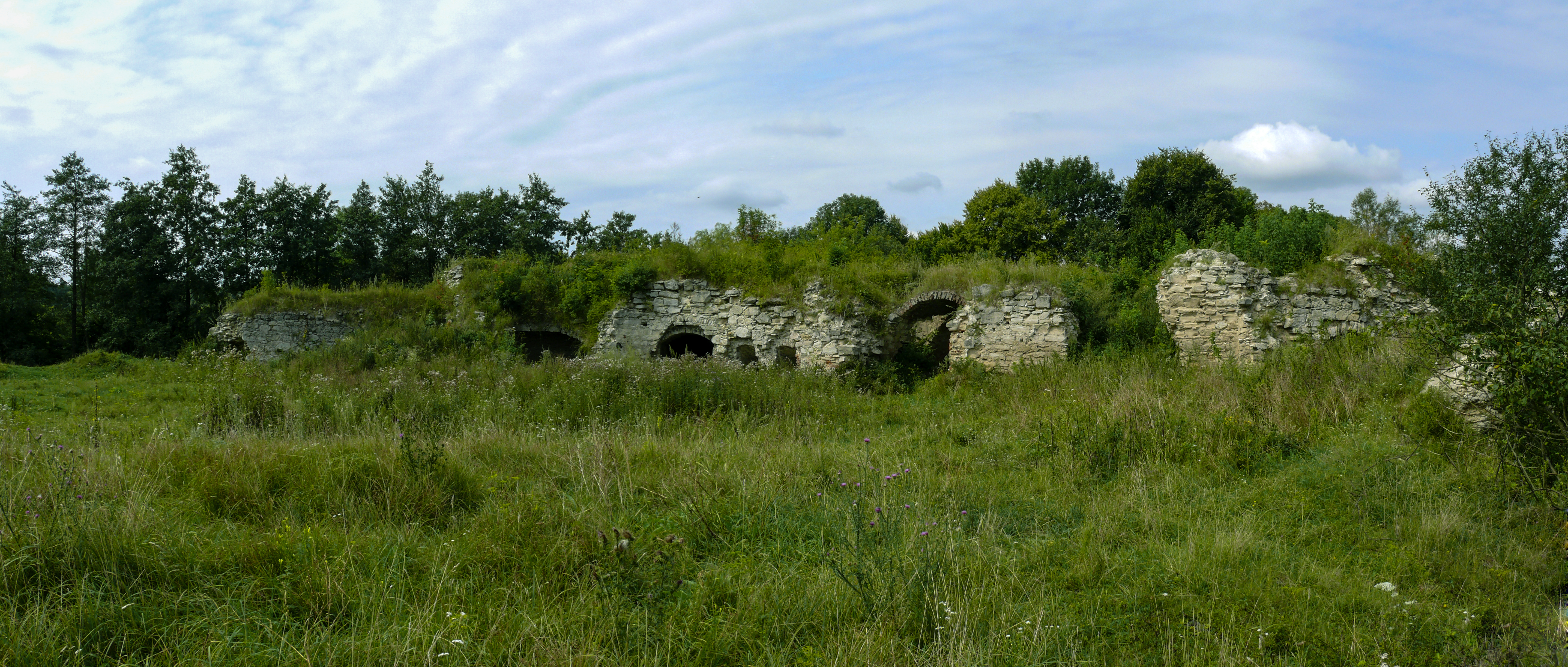
Панорама Залозецького замку

Зведений у 1516 р. за сприяння Марціна Каменецького. Побудований з пісковика, у плані чотирикутний з 4-ярусними баштами і комірами з підйомним мостом, перекинутим через рів з водою. Житлові будови розташовувались вздовж периметру стін — північної і південної. У північній частині був 2-поверховий палац. У північно-західній частині розташовувалися 2-ярусні каземати з арочним проїздом головних воріт по центральній осі фасаду та кутовою, неправильною в плані 5-гранною баштою. В'їзна брама мала білокам'яний портал з рустованих пілястр, що несли антаблемент тосканського ордеру. Підвальний ярус башти, перекритий напівциркульним зведенням, вів з двору замку вузьким довгим коридором і сполучається з казематами. Перебудовувався замок наприкінці XVI ст. та в першій половині XVIII ст. Замок обороняв жителів від татар та турків, захищав поляків від облог козаків.
За хазяйнування тут Вишневецьких та Потоцьких замок перетворюється на панську резиденцію. З цього замку в 1604 році Лжедмітрій І за підтримки короля Сіґізмунда ІІІ Вази та власника замку — князя Костянтина Вишневецького готував похід на Москву.

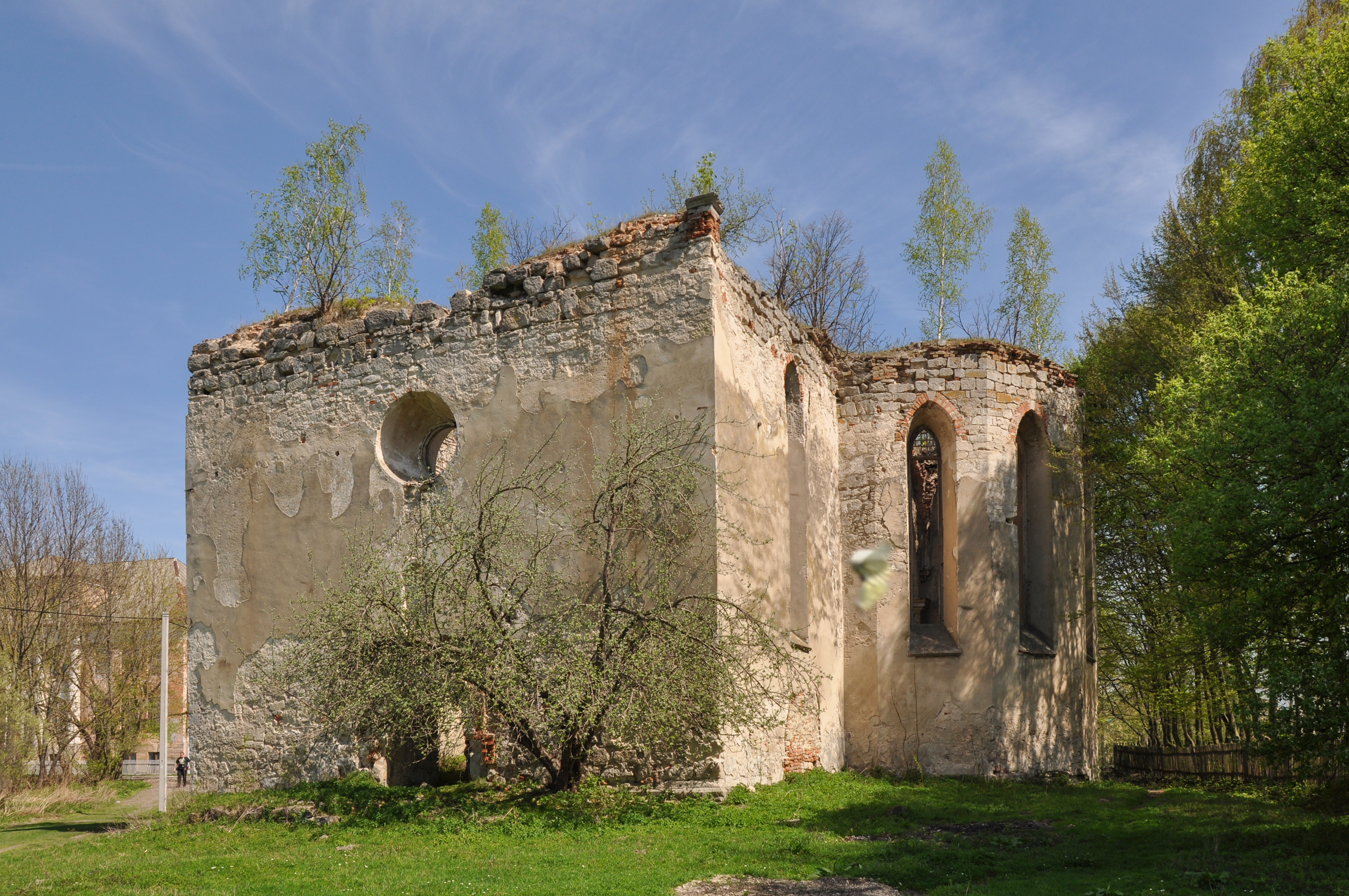
Костел Святого Антонія

Після того, як Потоцькі залишили Заложці, нові власники замку перетворюють замок на фабрику сукна, потім влаштовують в старовинних стінах бровар.
На сьогоднішній день збереглися фрагменти північної та західної стіни, напівпідвальний поверх з вузьким коридором.
З замком пов'язана легенда: «Літом 1675 року замок взяли в облогу турки та татарами. Після двох невдалих спроб взяти замок приступом, вирішили поворожити. Мовляв, як Аллах скаже — так і буде. Для ворожби взяли чорну курку, її завдання полягало визначати в яку сторону потрібно рухатись війську. Курка, побігла туди, звідки її принесли, у турецький табір. Це сприйняли, як знак до відступу і облога була знята».

##### Колона Св.Роха 1795р.

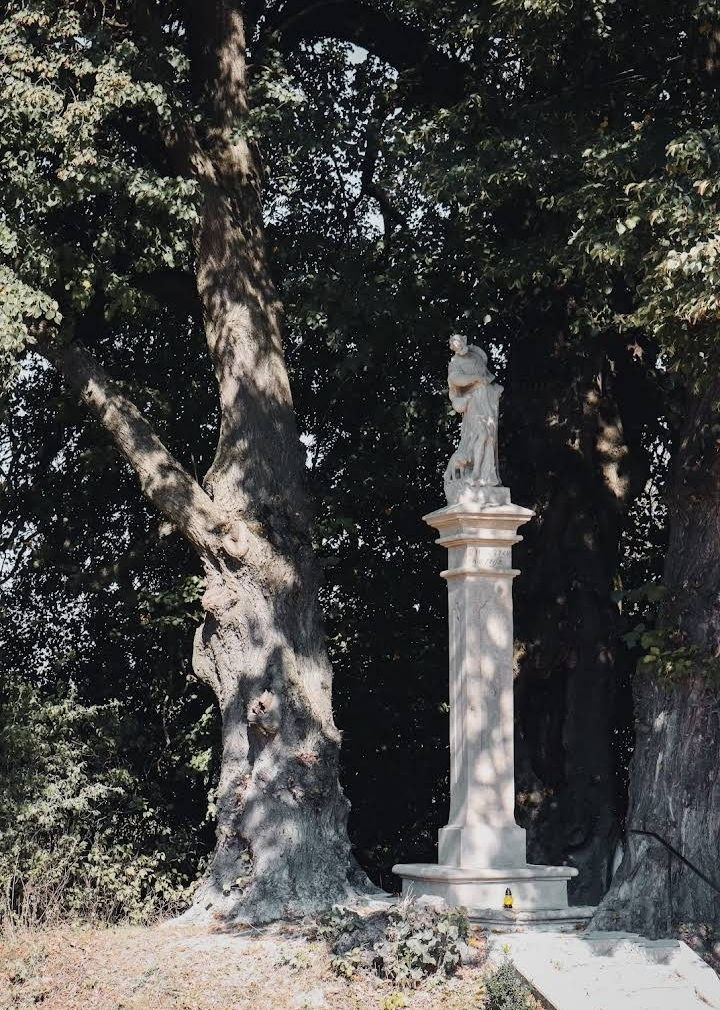
стовп Св.Роха 1795р

### Костел Святого Антонія

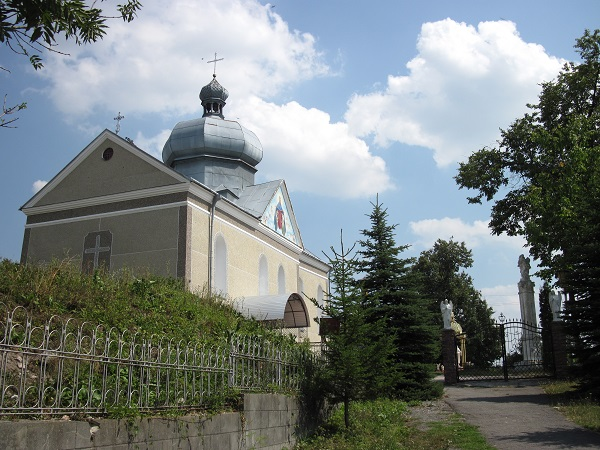
церква Покрови Пресвятої Богородиці

Костел був побудований з пісковика в XV ст. В 1547 році сини Мартина Каменецького зробили фундуш для костелу. Собою поєднував стилі пізньої готики та ренесансу. В 1730 році перебудовується коштом Юзефа Потоцького в бароковому стилі. Тут в криптах знайшли свій спочинок князі Костянтин та Януш Вишнівецькі. На сьогоднішній день перебуває в руїнах. Подекуди проступають залишки поліхромії на стінах, збереглися вітражні решітки.

### Покровська церкваі дзвіниця
Зведена в 1740 році, як костел. У другій половині XIX ст. над нефом зведений декоративний розділ, а бічні фасади увінчані щипцями.
Дзвіниця розташована на південь від церкви, є архітектурним твором в стилі пізнього бароко. Складається з 4-х пілонів, об'єднаних арками і несучих антаблементів з фігурним фронтоном, завершеним сегментним зламом багатопрофільного карнизу.

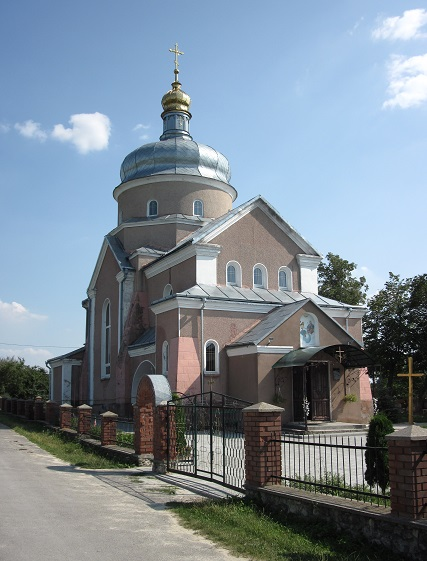
церква Пресвятої Трійці

### Церква Святої Трійці
Греко-католицьку церкву Святої Трійці було зведено у Старих Залізцях на початку ХХ ст. Парох Старих Залізців о. В. Склепкович був головою місцевого осередку товариства «Просвіта». Тепер храм належить ПЦУ 

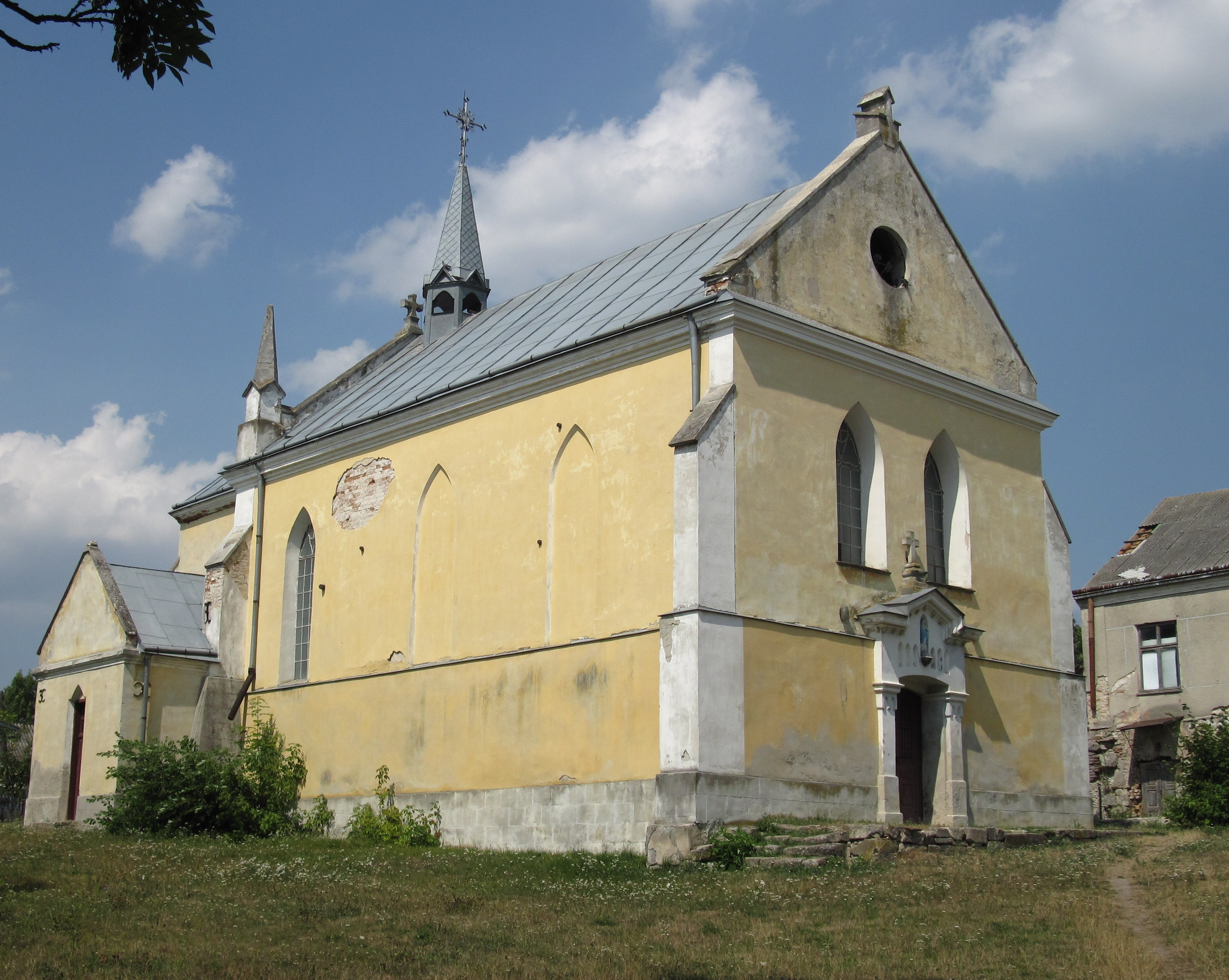
костел Непорочного Зачаття Діви Марії

### Костел Непорочного Зачаття Діви Марії
Костел після Другої світової війни закрили. У 1994 р. його передали римсько-католицькій громаді. Зараз сюди приїздять для відправ священики з Тернополя

## Пам'ятники
- Т. Шевченку (1995),
- В. Якубовському (1997, скульптор В. Садовник),
- пам'ятний знак «Залізці 1483 р.»
- односельцям, полеглим у німецько-радянській війні (1984)
- воїнам радянської армії (1958) — збудований на одній із могил радянських воїнів (4 та 1 індивідуальна)[21],

Пам'ятний знак «Залізці 1483 р.»
Меморіальний комплекс полеглим у німецько-радянській війні
Пам'ятник Т. Г. Шевченку
Пам'ятник В. Якубовському

Пам'ятник Т. Шевченку
Щойно виявлена пам'ятка монументального мистецтва. Розташований навпроти селищної ради.
Встановлений 1995 р. Автор невідомий.
Скульптура, постамент – бетон.
Скульптура – 3,2 м, постамент – 1,5 м.
Скульптура Матері Божої
Щойновиявлена пам'ятка монументального мистецтва. Розташована біля церкви.
Виготовлена із каменю.
Скульптура — 1,2 м, постамент — 3х0,8х0,8 м, площа — 0,0004 га.

## Соціальна сфера
Діють спеціалізована загальноосвітня школа І-ІІІ ступенів з поглибленим вивченням іноземних мов, музична школа, краєзнавчий музей, будинок культури, бібліотека, лікарня, кілька аптек, відділення зв'язку, пекарня "Залозецький хліб", спиртозавод, завод продтоварів, ПП «Скала», ВАТ «Агропромтехніка», рибгосп, перукарня тощо.

## Міста-побратими
Сокендал, Норвегія

## Відомі люди

### Уродженці
- Бойко Максим — музикант (тромбоніст, бас-гітарист) гуртів «TaRuta», «Проперганджа», «Без Голови», «Юркеш» (також бек-вокал), «Гайдамаки»[26]
- Бутринський М. — релігійний та громадський діяч
- Дучинський Е. — художник
- Євтушенко Олег Іванович (* 1952) — український лікар-онколог, доктор медичних наук, професор
- Музика Ярослава — художник
- Негребецька І. — піаністка, педагог, племінниця С.Крушельницької
- Марія Антоніна Казецька-Монгенрот[27] (пол. Maria Antonina Kazecka; 1880, Залізці, Австро-Угорщина[28] нині Тернопільського району — травень 1938, Львів, Польська Республіка) — польська поетеса, письменниця, культурна і громадська діячка, що жила і працювала на території сучасної України.
- Дольницький Ісидор — видатний учений-богослов
- Хоміцький О. — педагог і літератор
- Якубовський Володимир («Бондаренко») (1915—1 червня 1947) — курінний УПА, шеф штабу УПА ВО-3 «Лисоня»
- Ярмаш Григорій — футболіст, гравець національної збірної України з футболу
- Степан Шиліга - місцевий підприємець, власник пекарні Залозецький хліб, меценат, в період 2020-2023 р. відреставрував фігуру прп. Онуфрія Великого (приблизно 1800 р.)
- Григус Іван — український військовослужбовець, розстріляний в полоні росіян 22 лютого 2024[29]

### Пов'язані із Залізцями

#### Проживали
- Голубович Сидір — адвокат, громадсько-політичний діяч,
- Кос-Анатольський Анатолій — композитор, на честь якого названа Залозецька ДМШ.
- Фортуна Василь — посол до Галицького сейму 1-го скликання (1861—1866 роки) від округу Залізці — Зборів
- Складан Софія — активна діячка національно-визвольного руху на Залозеччині (ОУН-УПА)[30].

#### Працювали
- Адам Врубель — ксьондз, громадський діяч, репресований, був тут адміністратором парафії.[31]

#### Парламентські посли від Залізців
- Олійник Петро — землевласник (господар ґрунту) з Бліха, посол Галицького сейму 4-го скликання.[32]

### Дідичі
- Юзеф Потоцький, помер в місцевому замку[33]
- Станіслав Потоцький — надав значну суму для будівництва костелу авґустіянів у місті.[34]